# Christine Daaé
Christine Daaé is een van de hoofdrollen in het boek en de musical het spook van de opera.

## Achtergrond
Christine is geboren net buiten het plaatsje Uppsala in Zweden.
Haar moeder stierf toen ze 6 jaar oud was, en ze werd uiteindelijk opgevoed door haar vader. Samen trokken ze langs diverse markten om geld te verdienen: Christine zong en haar vader speelde viool. Christine en haar vader werden tijdens een van hun tochten ontdekt door Professor Valérius, die ze meenam naar Göteborg en vervolgens naar Parijs.
Christine was heel close met haar vader, die haar veel Scandinavische sprookjes vertelde, zoals "De engel van de muziek". Wanneer haar vader overlijdt, komt ze onder de zorg van de vrouw van Professor Valérius, waar ze een hekel aan heeft.
Uiteindelijk gaat Christine naar het Parijse Conservatorium en oefent ze daar vier jaar lang om een professionele zangeres te worden, maar doet dit alleen om Professor Valérius en "Moeder Valérius" een plezier te doen, want zij heeft al haar hartstocht voor zingen verloren.
Als Christine 18 jaar oud wordt gaat ze naar de Palais Garnier, een luxueus en monumentaal operagebouw opgetrokken in opdracht van Napoleon III. Hier is ze een van de vele zangeressen. Omdat ze nog steeds haar passie voor zingen niet terug heeft gekregen, staat ze bekend als een zangeres die zingt "als een roestig scharnier" en de schoonheid van haar stem nog moet vinden.
Wanneer Erik (het Spook van de Opera) haar begint te onderwijzen, gelooft ze in "De engel van de Muziek" waar haar vader het altijd over had, en dit inspireert haar om haar mooie stem terug te vinden. Wanneer ze debuteert bij de opera omdat prima donna "La Carlotta" ziek wordt, is iedereen razend enthousiast over haar. Christine wordt verscheurd door de liefde die ze heeft voor Erik en de liefde voor haar jeugdvriendje Raoul de Chagny.